# 6761 Haroldconnolly
6761 Haroldconnolly è un asteroide della fascia principale. Scoperto nel 1981, presenta un'orbita caratterizzata da un semiasse maggiore pari a 3,1560980 UA e da un'eccentricità di 0,1500328, inclinata di 4,42272° rispetto all'eclittica.